# NCTD Coaster

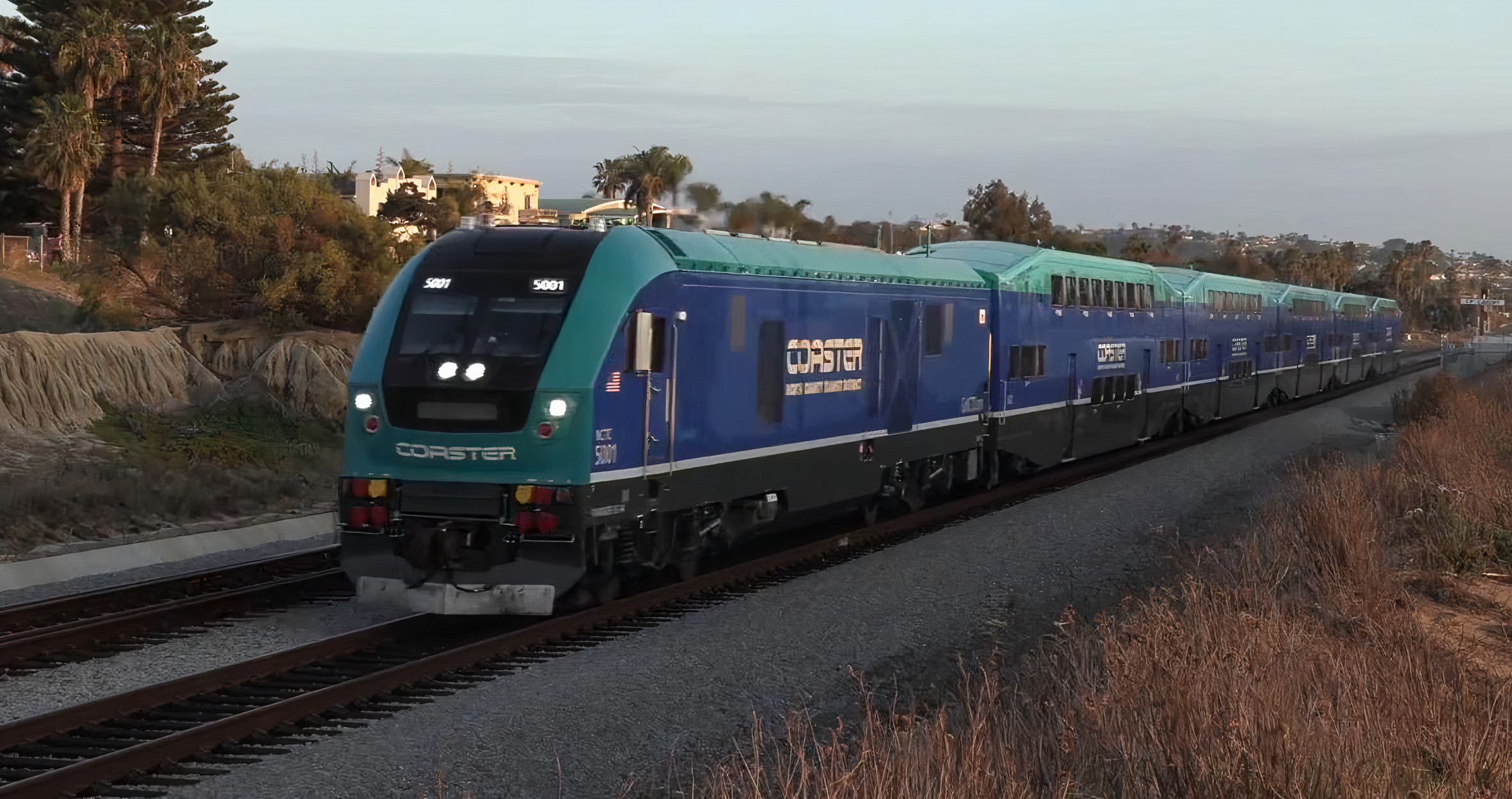
Coaster mit Charger-Diesellokomotive und BiLevel-Doppelstockwagen

Coaster, in Eigenschreibweise COASTER, ist eine Vorortbahnlinie (Commuter Rail) entlang der Pazifikküste zwischen Oceanside und San Diego im San Diego County im US-Bundesstaat Kalifornien. Die Strecke wird von North County Transit District (NCTD) betrieben. Die Züge halten an acht Stationen entlang der 66 Kilometer langen Strecke und benötigen etwas mehr als eine Stunde. Der Betrieb findet vor allem in der Hauptverkehrszeit statt. Am Mittag, am Wochenende und in den Ferien gibt es nur einzelne Fahrten. Seit der Inbetriebnahme am 27. Februar 1995 nimmt die Zahl der Fahrgäste zu. Im Jahr 2021 nutzten rund 374 000 Fahrgäste die Linie.

## Geschichte
Das North San Diego County Transit Development Board wurde 1975 gegründet, um den öffentlichen Verkehr im Norden des San Diego County zu verbessern. Die Planung für eine Vorortstrecke von San Diego nach Oceanside begann 1982 unter dem Namen Coast Express Rail. Die neu geschaffene San Diego Northern Railway Corporation (SDNR) kaufte 1994 den in San Diego County liegenden Abschnitt der Surf Line und eine weitere Strecke für den Sprinter von der Santa Fe Railway.
Der Betrieb des Coaster begann am 27. Februar 1995 mit Personal von Amtrak. 2006 übernahm TransitAmerica Services den Betrieb, 2016 folgte Bombardier Transportation. Im Dezember 2018 wurde Positive Train Control auf der gesamten Strecke installiert.

## Stationen

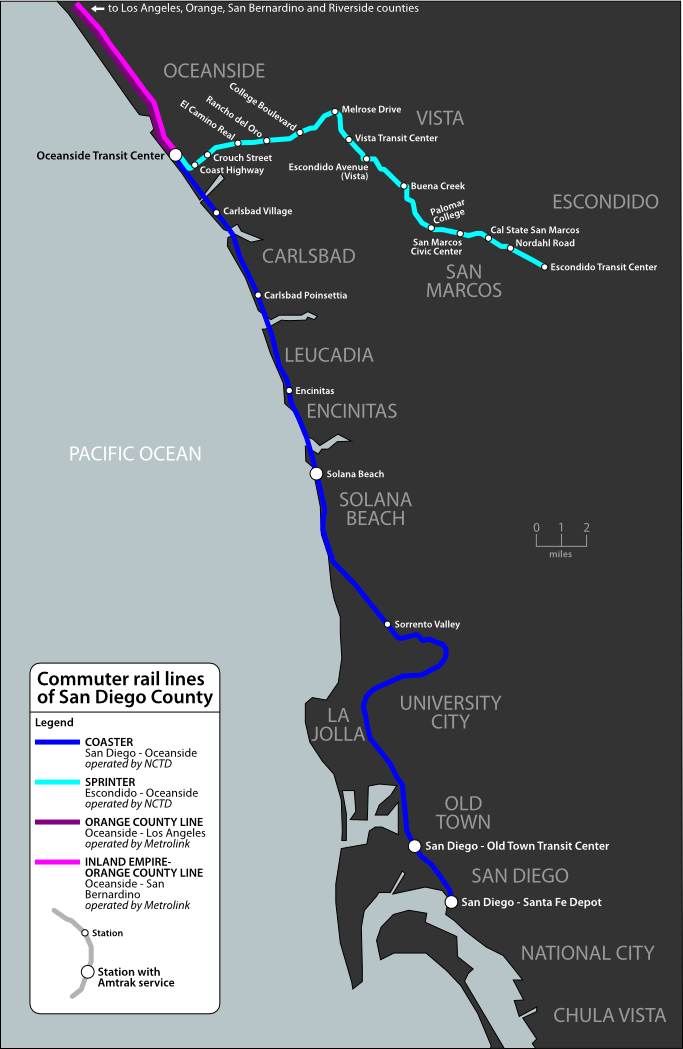
Streckennetz der Region (ohne Straßenbahn San Diego)

| Zone | Ort          | Station                  | Anschlüsse                                                     |
| ---- | ------------ | ------------------------ | -------------------------------------------------------------- |
| 1    | Oceanside    | Oceanside Transit Center | Amtrak: Pacific Surfliner Regionalverkehr: Sprinter, Metrolink |
| 1    | Carlsbad     | Carlsbad Village         |                                                                |
| 1    | Carlsbad     | Carlsbad Poinsettia      |                                                                |
| 1    | Encinitas    | Encinitas                |                                                                |
| 1    | Solana Beach | Solana Beach             | Amtrak: Pacific Surfliner                                      |
| 2    | San Diego    | Sorrento Valley          |                                                                |
| 3    | San Diego    | Old Town Transit Center  | Amtrak: Pacific Surfliner San Diego Trolley                    |
| 3    | San Diego    | Santa Fe Depot           | Amtrak: Pacific Surfliner San Diego Trolley                    |

## Fahrzeuge
| Hersteller     | Typ                 | Kauf      | Anzahl | Nummerierung | Bild |
| -------------- | ------------------- | --------- | ------ | ------------ | ---- |
| Lokomotiven    |                     |           |        |              |      |
| EMD            | F40PHM-2C           | 1994      | 5      | 2101–2105    |      |
| EMD            | F59PHI              | 2001      | 2      | 3001–3002    |      |
| Siemens        | SC-44 Charger       | 2018–2020 | 9      | 5001–5009    |      |
| Passagierwagen |                     |           |        |              |      |
| Bombardier     | BiLevel-Mittelwagen | 1994      | 8      | 2201–2208    |      |
| Bombardier     | BiLevel-Mittelwagen | 1997      | 6      | 2401–2406    |      |
| Bombardier     | BiLevel-Mittelwagen | 2003      | 4      | 2501–2504    |      |
| Bombardier     | BiLevel-Mittelwagen | 2020      | 8      | unbekannt    |      |
| Bombardier     | BiLevel-Steuerwagen | 1994      | 8      | 2301–2308    |      |
| Bombardier     | BiLevel-Steuerwagen | 2003      | 2      | 2309–2310    |      |
| Bombardier     | BiLevel-Steuerwagen | 2020      | 3      | unbekannt    |      |